# ヤングガン
『ヤングガン』（Young Guns）は、1988年にアメリカ合衆国で製作された西部劇映画。クリストファー・ケイン監督。エミリオ・エステベス主演。
実在するビリー・ザ・キッドを題材にした映画でリンカーン郡戦争の事件を中心とした物語の作品で史実と違い作品ではかなり脚色されている内容だが、時代考証などは正確に行われており、ビリー・ザ・キッドの愛銃として知られるコルトM1877が初めてビリーの銃として使用された映画である。また結末のモノローグでは史実に合わせた結末が語られている。このビリーの最期については続篇である『ヤングガン2』で描かれている。

## ストーリー
1878年、ニューメキシコ州リンカーン郡は2つの勢力が対立し緊張の色を濃くしていた。そんなある日、その一方の勢力であるジョン・タンストール（テレンス・スタンプ）という英国人紳士が、彼の雇う自警団ヤングガンの1人であるジョシア・“ドク”・スカーロック（キーファー・サザーランド）と呼ばれる若者とともに町へやってきた時、散弾銃の銃声とともに十数人の男たちに追われる若者と出会い、彼を救ってやる。この若者ウィリアム・H・ボニー（エミリオ・エステベス）こそ、後のビリー・ザ・キッドであった。
タンストールの牧場でビリーはヤングガンの仲間であるリチャード・“ディック”・ブリュワー（チャーリー・シーン）、チャーリー・ボウドル（ケイシー・シーマツコ）、ホセ・チャベス・イ・チャベス（ルー・ダイアモンド・フィリップス）、スティーヴ（ダーモット・マローニー）たちと出会い、友情を育む。そしてタンストールと彼の弁護士アレックス・マクスウィーン（テリー・オクィン）の二人に見守られて平穏な日々を過ごすビリーは、そこで出会ったパット・ギャレット（パトリック・ウェイン）に憧れ、彼を上回る事を夢見るようになる。
しかし、もう一方の勢力であるローレンス・マーフィ（ジャック・パランス）一味の陰謀により、タンストールが惨殺された事で彼らの運命は大きく変わろうとしていた。
タンストールの仇を討ちたいビリーたちだが、マーフィは知事や保安官まで抱き込んで「サンタフェ・ファミリー」を結成しているため容易に手が出せず、ヤングガン達はアレックスの勧めで臨時保安官となって彼らを逮捕する事を試みる。しかし怒り狂うビリーが一味を射殺してしまったことで、ヤングガン達はマーフィ一味に賞金をかけられて追跡されるようになってしまう。
追手を次々と撃ち殺し、疑わしいからと仲間のJ・マクロスキー（ジェフリー・ブレイク）をも射殺する過激なビリーの姿勢は不和を招き、やがて賞金稼ぎジョン・キニー（アレックス・ロバート・ケラー）の追跡が始まる。キニーの部下バックショット・ロバーツによってリーダー格のディックが射殺された事が決定的となり、ヤングガンは分裂してしまう。しかしタンストール殺害の実行犯であるブレディ保安官（ダニエル・カミン）を倒すため、ヤングガンは再び集結し、保安官一味の殺害に成功する。だが保安官を殺したことでヤングガン達は臨時保安官資格を剥奪され、完全なお尋ね者となってしまう。
ビリーはいつしか、“ビリー・ザ・キッド”として知られるようになっていた。マーフィの配下は100人、ヤングガンはわずかに5人。ビリーとヤングガン達は相談し、大統領がサンタフェ・ファミリーの実態を把握すれば事態は改善するだろうと判断、メキシコへ向かう。国境の村で一時の休息を取るビリー達は、そこでチャーリーの結婚を祝う。だが保安官になるため故郷へ戻るというパット・ギャレットが友人として現れ、アレックスがマーフィ一味に殺されようとしている事を警告する。
ビリー達はアレックスを助けるために街へ舞い戻り、マーフィ一味とジョン・キニーへ戦いを挑む。やがて軍隊までヤングガン鎮圧の為に出動し、立てこもった屋敷に炎を放たれたヤングガン達は窮地に追い込まれてしまう。だが仲間を次々に失いながらも決死の反撃に出たヤングガン達は、ジョン・キニーとマーフィを射殺してタンストールの仇を討ち、街を脱出する事に成功。一連の事態を知った大統領によって知事は解任され、サンタフェファミリーは消滅、リンカーン郡戦争はここに終結した。
生き残ったヤングガン達は恋人と結ばれたり、果樹園をはじめたり、それぞれの人生を歩み出す。ビリーはその後もニューメキシコ州を離れず、1881年にフォート・サムナーでパット・ギャレット保安官に射殺される。そしてビリーの死後、何者かが彼の墓石に「仲間」と刻んで立ち去っていったという。

## 登場人物
ビリー・ザ・キッド
演 - エミリオ・エステベス
若者。
ドク・スカーロック
演 - キーファー・サザーランド
自警団ヤングガンの一人。若牧頭の一人。イェンに一目ぼれする。
チャベス・Y・チャベス
演 - ルー・ダイアモンド・フィリップス
自警団ヤングガンの一人。
ディック・ブリュワー
演 - チャーリー・シーン
自警団ヤングガンの一人。
スティーヴ
演 - ダーモット・マローニー
自警団ヤングガンの一人。
チャーリー
演 - ケイシー・シーマツコ
自警団ヤングガンの一人。
ジョン・タンストール
演 - テレンス・スタンプ
英国人紳士。リンカーン郡の牧場主。道に迷った若者を拾って育成している。マーフィの手下たちに射殺される。
マーフィ
演 - ジャック・パランス
敵対勢力の一人。町の有力者。
アレックス
演 - テリー・オクィン
弁護士。
イェン・スン
演 - アリス・カーター
中国人女性。マーフィに保護されている。
スーザン
演 - シャロン・トーマス・ケイン
アレックスの妻。
マクロスキー
演 - ジェフリー・ブレイク
マーフィの部下。しかし、マーフィを侮辱したことで解雇される。
パット・ギャレット
演 - パトリック・ウェイン
名高い保安官。

## キャスト
| 役名                     | 俳優                             | 日本語吹替                          |
| 役名                     | 俳優                             | フジテレビ版                        |
| ------------------------ | -------------------------------- | ----------------------------------- |
| ビリー・ザ・キッド       | エミリオ・エステベス             | 高嶋政伸                            |
| ドク・スカーロック       | キーファー・サザーランド         | 江原正士                            |
| チャベス・Y・チャベス    | ルー・ダイアモンド・フィリップス | 中田和宏                            |
| ディック・ブリュワー     | チャーリー・シーン               | 千田光男                            |
| スティーヴ               | ダーモット・マローニー           | 星野充昭                            |
| チャーリー               | ケイシー・シーマツコ             | 塩屋翼                              |
| ジョン・タンストール     | テレンス・スタンプ               | 宮川洋一                            |
| マーフィ                 | ジャック・パランス               | 大塚周夫                            |
| アレックス               | テリー・オクィン                 | 原田一夫                            |
| スーザン                 | シャロン・トーマス・ケイン       | 一城みゆ希                          |
| イェン・スン             | アリス・カーター                 | さとうあい                          |
| パット・ギャレット       | パトリック・ウェイン             | 石丸博也                            |
| バックショット・ロバーツ | ブライアン・キース               | 大平透                              |
| ブレディ保安官           | ダニー・カミン                   | 富田耕生                            |
| マクロスキー             | ジェフリー・ブレイク             | 二又一成                            |
| ヘンリー・ヒル           | ギャデーク                       | 笹岡繁蔵                            |
| ダドリー大佐             | ゲイリー・カニン                 | 大山高男                            |
| ペピン                   | クレイグ・エリクソン             | 飯塚昭三                            |
| ウィルソン治安判事       | ヴィクター・イジー               | 小関一                              |
| カウボーイ               | トム・クルーズ （カメオ出演）    |                                     |
| その他                   |                                  | 郷里大輔 達依久子                   |
| 日本語版スタッフ         |                                  |                                     |
| 演出                     |                                  | 左近允洋                            |
| 翻訳                     |                                  | 額田やえ子                          |
| 調整                     |                                  | 高橋久義                            |
| 効果                     |                                  | PAG                                 |
| 解説                     |                                  | 高島忠夫                            |
| 制作                     |                                  | グロービジョン                      |
| 初回放送                 |                                  | 1991年6月1日 『ゴールデン洋画劇場』 |

## スタッフ
- 監督：製作：クリストファー・ケイン
- 脚本：製作：ジョン・フスコ
- 製作：ジェームズ・G・ロビンソン
- 撮影：ディーン・セムラー
- 音楽：アンソニー・マリネリ、ブライアン・バンクス

## 史実との違い
- 日本版のあらすじ等では「ヤングガン」と呼称されているが、実際は「自警団（レギュレーターズ）」というのが正式な名称で、作中でも「ヤングガン」と呼ばれる事は無い。さらに中心メンバーであるビリーたちは「アイアン・クラッド」と呼ばれていた。
- ヤングガンのメンバーは史実より人数が削られており、ほぼ全員が実在の人物だが、スティーヴは架空の人物である。
- ジョン・タンストール、アレクサンダー・マクスウィーンと共に牧場を経営し、ビリー・ザ・キッドを題材とした多くの作品に登場する地主ジョン・チザムは本作では登場しない。
- ビリー達は当初、マーフィ一味の構成員を生かして逮捕している。しかしメンバー内で処刑すべきかどうかの仲間割れが発生し、護送中に処刑反対派のマクロスキーと捕虜たちが殺害された。逮捕した構成員がマクロスキーを撃ったためにやむを得ず射殺したとされるが、マクロスキーと構成員は友人であったため、ビリー達が処刑したとする説が根強い。
- ビリー達がブレディ保安官らを殺害しようとしたのは、報復に加えて彼がアレックスの逮捕状を持っていたからと言われている。
- バックショット・ロバーツによってディックが殺害された後、他のメンバーがリーダーを引き継ぐも死亡し、最終的にはドクがリーダーとなる。
- ビリー達はメキシコへ向かわず、リンカーンの街に籠城して戦う事を選択している。援軍としてチャベスが率いてきたメキシコ人カウボーイも多数いたため、孤立無援ではなかった。
- 最終的にビリー達が立てこもったのはアレックス宅だけではなく、マーフィ一味が保有していた商店「ザ・ハウス」の二箇所。合衆国軍が到着したのは籠城から三日後。
- アレックス宅は軍の砲撃によって倒壊し、ビリー達は「ザ・ハウス」へと退避。火をつけられたのも「ザ・ハウス」である。
- 最終的に脱出に成功したのは、本作に登場するヤングガンではビリー、ドク、チャベス、チャーリーの四名で、チャーリーは生還している。その後、ビリーとチャーリーはフォートサムナーにてパット・ギャレットに射殺された。
- 史実ではサンタフェ・ファミリーは崩壊せず、リンカーン郡戦争はレギュレーターズの敗北で終わっている。

## ソフト
キングレコード社からのDVD版では特典映像としてキャストのインタビューや映画製作の模様などが収録されている。